# Associazione Calcio Messina 1933-1934
Questa pagina raccoglie i dati riguardanti l'Associazione Calcio Messina nelle competizioni ufficiali della stagione 1933-1934.

## Rosa
| N. |                   | Ruolo | Calciatore           |
| -- | ----------------- | ----- | -------------------- |
|    | Italia (bandiera) | C     | Guglielmo Borgo      |
|    | Italia (bandiera) | D     | Mario Bruni          |
|    | Italia (bandiera) | D     | Arnaldo Calzolari    |
|    | Italia (bandiera) | D     | Mario Conte          |
|    | Italia (bandiera) | A     | Giovanni Corallo     |
|    | Italia (bandiera) | C     | Salvatore Di Gennaro |
|    | Italia (bandiera) | A     | Renato Ferretti      |
|    | Italia (bandiera) | C     | Salvatore Fidomanzo  |
|    | Italia (bandiera) | P     | Giacomo Gianora      |

| N. |                   | Ruolo | Calciatore         |
| -- | ----------------- | ----- | ------------------ |
|    | Italia (bandiera) | D     | Pasquale Latella   |
|    | Italia (bandiera) | C     | Vincenzo Lumia     |
|    | Italia (bandiera) | D     | Giovanni Marchioro |
|    | Italia (bandiera) | C     | Giovanni Pugliatti |
|    | Italia (bandiera) | A     | Romolo Re          |
|    | Italia (bandiera) | A     | Gino Sassetti      |
|    | Italia (bandiera) | P     | Eugenio Staccione  |
|    | Italia (bandiera) | D     | Renzo Vandelli     |
|    | Italia (bandiera) | A     | Giovanni Villotti  |

## Statistiche

### Statistiche di squadra
| Competizione | Punti | In casa | In casa | In casa | In casa | In casa | In casa | In trasferta | In trasferta | In trasferta | In trasferta | In trasferta | In trasferta | Totale | Totale | Totale | Totale | Totale | Totale | DR  |
| Competizione | Punti | G       | V       | N       | P       | Gf      | Gs      | G            | V            | N            | P            | Gf           | Gs           | G      | V      | N      | P      | Gf     | Gs     | DR  |
| ------------ | ----- | ------- | ------- | ------- | ------- | ------- | ------- | ------------ | ------------ | ------------ | ------------ | ------------ | ------------ | ------ | ------ | ------ | ------ | ------ | ------ | --- |
| Serie B      | 27    | 12      | 10      | 2       | 0       | 29      | 8       | 12           | 1            | 3            | 8            | 9            | 20           | 24     | 11     | 5      | 8      | 38     | 28     | +10 |

### Statistiche dei giocatori
| Giocatore     | Serie B  | Serie B |
| Giocatore     | Presenze | Reti    |
| ------------- | -------- | ------- |
| G. Borgo      | 18       | 3       |
| M. Bruni      | 15       | 0       |
| A. Calzolari  | 22       | 0       |
| M. Conte      | 18       | 1       |
| G. Corallo    | 18       | 7       |
| S. Di Gennaro | 12       | 0       |
| R. Ferretti   | 19       | 5       |
| S. Fidomanzo  | 22       | 0       |
| G. Gianora    | 8        | -9      |
| V. Lumia      | 16       | 5       |
| R. Re         | 18       | 4       |
| G. Sassetti   | 11       | 5       |
| E. Staccione  | 15       | -19     |
| R. Vandelli   | 20       | 0       |
| G. Villotti   | 21       | 4       |